# Губернатор
Губерна́тор (через пол. gubernator из лат. gubernator от др.-греч. κυβερνήτης [kybernētēs] «кормчий») — глава большой административно-территориальной, федеративной единицы.
В Российской империи до 1917 года губернатор — высший чиновник в губернии. С 1991 года, после распада СССР, в Российской Федерации губернатором выступает глава субъекта Федерации (область, край и т. д.).
В некоторых современных государствах (Великобритания, Дания, США и др.) губернатор — высшее должностное лицо административно-территориальной или федеративной единицы, назначаемое центральными органами власти или избираемое населением.

## Губернатор в Российской империи
В дореволюционной России губернатор — непосредственный начальник губернии (или области), первый блюститель неприкосновенности прав верховной власти, польз государства и повсеместного, точного исполнения законов, уставов, высочайших повелений, указов правительствующего сената и предписаний начальства.
В портовых городах (Николаеве и Кронштадте) и некоторых местностях, населённых казачьими войсками или находящихся на окраинах государства, существовала должность военного губернатора.

### Полномочия
Объём власти губернатора зависел от того, введены ли в его губернии судебные уставы, земские учреждения и судебно-административная реформа 1889 года.
Судебные уставы устраняли губернатора от участия в отправлении правосудия.
Земское положение 1864 года предоставляло губернатору надзор за земским самоуправлением; земское положение 1890 года присоединило к надзору значительную долю вмешательства в земские дела; но оба положения устраняли губернатора от роли непосредственного хозяина, которой он был облечен в неземских губерниях. Положение о земских участковых начальниках 1889 года, увеличивая влияние губернатора на уездное управление, вновь предоставляло ему роль судьи в качестве председателя губернского присутствия.
Власть губернатора значительно была усилена тремя законоположениями:
- Положение комитета министров 22 июля 1866 г. предоставило губернатору:

а) право общей и внезапной ревизии во всех административных местах гражданского ведомства (кроме изъятых от сего особыми правилами),
б) право изъявлять несогласие на определение на службу, перемещение или перевод чиновников гражданского ведомства, если он признает их неблагонадежными, а также аттестовать их при представлении к наградам;
в) право приглашать и вызывать всех служащих в губернии, даже несмотря на сравнительное их, по классу должности или чину, старшинство;
г) право прекращения всеми мерами чего-либо противного общественному порядку (закрытие клубов, собраний, артелей и т. п.).
- Положение комитета министров 13 июля 1876 г. давало губернатору право издавать в пределах своего ведомства постановления в видах правильного и успешного исполнения, сообразно с местными условиями, узаконений об общественном благочинии, порядке и безопасности.
- 3) Положение 1881 года об усиленной охране облекало губернатора в тех местностях, где охрана введена, обширной карательной властью.

С другой стороны, правила 27 марта и 11 мая 1890 г. о взаимных отношениях гражданских и военных властей ставили губернатора значительно ниже начальника дивизии; даже бригадный командир, если он старше губернатора в чине, не представляется ему, а лишь делает визит.
Комиссия для переустройства местного управления под председательством статс-секретаря Каханова полагала возвести должность губернатора в III кл. и этим самым поставить его выше всех местных гражданских и военных властей.

### Обязанности
Губернатор являлся председателем следующих местных установлений: губернского правления, губ. статистич. комитета, губернского присутствия (или губ. по крестьян. делам присутствия), губерн. присутствий по земским и городским делам, по питейным делам, по фабричным делам и по воинской повинности. Он председательствовал также в губернских распорядительном и лесоохранительном комитетах, а также в приказах общественного призрения и комиссиях народного продовольствия, где эти учреждения сохранились. Губернатор председательствовал в особом присутствии по портовым делам, если оно образовано в портовом городе, где имеет местопребывание губернатор.
Начиная с 1804 года, губернатор был обязан представлять в Петербург ежегодный отчет, освещающий состояние управляемой территории.
Циркулярной телеграммой Временного правительства, опубликованной 7 марта 1917 года губернаторы были устранены от исполнения обязанностей.

## Губернатор в Российской Федерации
В современной России губернатор — это высшее должностное лицо субъекта Российской Федерации (края, области, автономного округа, города), возглавляющее исполнительную власть на территории субъекта Российской Федерации. 30 ноября 1991 года Борис Немцов указом президента Ельцина был назначен на пост главы администрации Нижегородской области, в первую же неделю работы на этом месте Немцов издал распоряжение, согласно которому его, главу областной власти, официально нужно было именовать губернатором. Также именование главы Нижегородской области губернатором было узаконено в декабре 1991 года областным Советом. Таким образом, он стал первым губернатором новой России.
С 1995 по 2005 год губернаторы избирались жителями субъектов Российской Федерации в рамках прямого, равного и тайного голосования. С 2005 по 2012 год они назначались законодательными (представительными) органами субъектов Российской Федерации по представлению Президента России.
С 1 июня 2012 года вступил в силу закон Российской Федерации, возвращающий прямые выборы высших должностных лиц региона.
Наименование должности высшего должностного лица субъекта Федерации определяется его собственным законодательством и поэтому «губернаторами» во всех случаях называются руководители областей и краёв. В национальных республиках губернаторам соответствуют главы республик (например, Татарстан, Чечня, Мордовия).
30 июня 2015 года президент России Владимир Путин подписал закон, по которому все сроки губернаторов отсчитываются с 2012 года, а все предыдущие сроки обнуляются. При этом главы регионов всё равно не могут занимать больше двух сроков, но отсчет начинается уже с 2012 года.

## Франция
Губернаторами (фр. Gouverneurs) назывались в старой Франции представители королевской власти в провинциях.
Должность эта была учреждена в первой половине XVI века Франциском I, который отдал в управление губернаторам местные войска (королевские, феодальные дружины и муниципальные ополчения), подчинил губернаторам других агентов власти и сделал из губернаторов как своих представителей при провинциальных парламентах, так и председателей провинциальных штатов. Должность эта поручалась обыкновенно знатным дворянам, но Франциск I стремился сделать её зависимой от королевской власти (в 1542 г. он даже сразу сменил всех губернаторов в королевстве).
Во второй половине XVI века, в эпоху религиозных войн, губернаторы сделались независимыми в своих провинциях и мечтали о наследственности своей власти, так что Генриху IV стоило большого труда и немалых денег подчинить их себе и восстановить единство государства.
С начала XVII века губернаторы получили право выносить смертные приговоры за неисполнение их указаний.
В начале XVII века губернаторы также не раз проявляли дух своеволия. Ришельё, однако, нанес стремлениям губернаторов сильный удар: оставив за должностью внешний блеск представительства и военное командование во время мира, он сделал настоящими агентами королевской власти в провинциях учрежденных им интендантов.
Во второй половине XVII и в XVIII в. за губернаторской должностью, по-прежнему предоставлявшейся только самым знатным фамилиям и оплачивавшейся большим жалованьем, оставался один внешний почёт, но все столкновения губернаторов с интендантами, назначавшимися из мелкого дворянства или из буржуазии, оканчивались не в их пользу. В таком виде должность просуществовала до революции, когда она была уничтожена.

## Украина и Белоруссия
На Украине губернаторами называли председателей областных государственных администраций (укр. голова обласної державної адміністрації), а в Белоруссии — председателей областных исполнительных комитетов (бел. старшыня абласнога выканаўчага камітэта), назначаемых президентом.

## США
В США губернатором называется глава исполнительной власти штата или 5 наиболее населённых территорий. Губернатор штата по своему влиянию, авторитету и полномочиям является аналогом президента, но в масштабе штата. Губернаторы штатов избираются непосредственно населением штата на 4-летний срок (в Вермонте и Нью-Гэмпшире — на 2 года). В 36 штатах существуют ограничения на переизбрание губернаторов. Корпус губернаторов штатов — очень влиятельная политическая сила, с которой должен считаться любой президент США, потому что именно губернаторы проводят на местах политику президента; как правило, именно из числа губернаторов рекрутируется следующий президент США. Губернаторами штатов обычно становятся профессиональные политики, реже — известные личности из других сфер деятельности, пришедшие в политику.